# Daniel Schaerer (astronome)
Pour les articles homonymes, voir Daniel Schaerer.
Pour les articles homonymes, voir Schaerer.
Daniel Schaerer est un astrophysicien suisse travaillant actuellement à l'Observatoire de Genève. Il est professeur adjoint au département d'astronomie de la faculté des sciences de l'Université de Genève depuis le 16 avril 2008.

## Études et carrière
Daniel Schaerer a obtenu son doctorat ès sciences à l'Université de Genève en 1995. Il a ensuite poursuivi sa carrière au Laboratoire d'astrophysique de Toulouse et au Space Telescope Science Institute à Baltimore. Il a été nommé en 1999 Chargé de recherche de première classe au Centre national de la recherche scientifique, en France. À partir d'octobre 2002, il est professeur boursier du Fonds national suisse et à ce titre a été nommé professeur adjoint suppléant à l'Université de Genève. Depuis le 16 avril 2008, il est professeur adjoint au département d'astronomie de la faculté des sciences de l'Université de Genève.

## Activité de recherche
Ses travaux de recherche portent sur l’histoire de la formation stellaire dans l’Univers. Il est en particulier un spécialiste internationalement reconnu de l’étude des sursauts de formation d’étoiles dans les galaxies, en particulier dans les galaxies primordiales, les plus lointaines et observées telles qu’elles étaient quand l’Univers n’avait que quelques pourcents de son âge actuel (13.7 milliards d’années). D. Schaerer participe à plusieurs projets internationaux, qui utilisent les instruments les plus modernes de l’astronomie, au sol ou dans l’espace.

## Distinctions et récompenses
Daniel Schaerer a obtenu le prix Plantamour-Prévost en juin 1995. Il fait partie des huit chercheurs grandement cités (highy cited researchers) appartenant à l'Université de Genève, selon l’analyse mondiale de « ISI Web of knowledge ».